# Serijalizam

Serijalizam je metoda skladanja koja koristi nizove visina, ritmova, dinamike, tonova ili drugih glazbenih elemenata. Prvenstveno je započeo s dvanaesttonskom tehnikom Arnolda Schoenberga, iako su neki od njegovih suvremenika također radili na uspostavljanju serijalizma kao oblika post-tonalnog razmišljanja. Tehnika dvanaest tonova raspoređuje dvanaest nota kromatske ljestvice, tvoreći niz ili seriju i pružajući objedinjujuću osnovu za melodiju, harmoniju, strukturne progresije i varijacije skladbe. Druge vrste serijalizma također rade sa setovima, zbirkama objekata, ali ne nužno sa serijama fiksnog reda, i proširuju tehniku na druge glazbene dimenzije (često zvane "parametri"), kao što su trajanje, dinamika i timbar.
Ideja serijalizma također se primjenjuje na različite načine u vizualnim umjetnostima, dizajnu i arhitekturi, a glazbeni koncept također je prilagođen u književnosti.
Integralni serijalizam ili totalni serijalizam korištenje je serije za aspekte kao što su trajanje, dinamika i registar kao i visina. Drugi izrazi, koji se posebno koriste u Europi za razlikovanje serijske glazbe nakon Drugog svjetskog rata od glazbe s dvanaest tonova i njezinih američkih proširenja, su opći serijalizam i višestruki serijalizam.
Skladatelji kao što su: Arnold Schoenberg, Anton Webern, Alban Berg, Karlheinz Stockhausen, Pierre Boulez, Luigi Nono, Milton Babbitt, Elisabeth Lutyens, Henri Pousseur, Charles Wuorinen i Jean Barraqué koristili su serijske tehnike ove ili one vrste u većini svoje glazbe. Drugi skladatelji kao što su: Tadeusz Baird, Béla Bartók, Luciano Berio, Benjamin Britten, John Cage, Aaron Copland, Ernst Krenek, György Ligeti, Olivier Messiaen, Arvo Pärt, Walter Piston, Ned Rorem, Alfred Schnittke, Ruth Crawford Seeger, Dmitrij Šostakovič, i Igor Stravinski koristili su serijalizam samo u nekim svojim skladbama ili samo u nekim dijelovima djela, kao što su to činili i neki jazz skladatelji, kao što su: Bill Evans, Yusef Lateef, Bill Smith, pa čak i rock glazbenici poput Franka Zappe.